# East End (Anguilla)
East End is een dorp en district op het eiland Anguilla. Het bevindt zich in het oosten van het eiland, en telde 671 inwoners in 2011.  Bij het dorp ligt het zoutmeer East End Pond. Ten oosten van East End ligt een leeg en ongerept gebied. In het gebied bevindt zich de baai Junks Hole waar in 1772 het Spaanse galjoen El Buen Consejo was vergaan.

## East End Pond
East End Pond is een zoutmeer dat gedeeltelijk wordt gevoed door bronnen. Het natuurgebied trekt veel vogels aan zoals de Bahamapijlstaart, de dikbekfuut en de wintergast rosse stekelstaart. Het meer van 5,3 hectare valt periodiek droog, en is een kroondomein. Sinds 2001 is het een beschermd natuurgebied.

## Heritage Museum Collection Anguilla
In East End tegenover het zoutmeer bevindt zich de Heritage Museum Collection Anguilla. Het museum geeft een overzicht van de geschiedenis van het eiland beginnend bij de inheemse Arowakken die voor Columbus op Anguilla woonden. Het is gesticht door Colville Petty, en bevat veel documenten en objecten van de revoluties van 1967 en 1969 waarin de onafhankelijke republiek Anguilla werden uitgeroepen.

## Junks Hole
Junks Hole is een baai ten oosten van East End. Het is een rotsachtig gebied met wild water dat ongerept en bijna onbebouwd is. De baai heeft zijn naam te danken aan het afval dat door de sterke stroming aanspoelt. Het is water is ondiep, en is een goed plek om te snorkelen en het rif te verkennen.

### El Buen Consejo
El Buen Consejo was een galjoen dat in de jaren 1760 in Spanje was gebouwd. Ze woog 990 ton, en was twee keer van Spanje naar Manilla en terug gevaren. Haar naam betekende "de goede raad". Ze was oorspronkelijk een oorlogsschip, maar op 29 mei 1772 vertrok ze van Cádiz naar Mexico met 50 franciscaanse missionarissen. In de nacht van 7 op 8 juli liep El Buen Consejo op de klippen, en zonk in Junks Hole, Anguilla. De bemanning en missionarissen konden het eiland nog bereiken, en er vielen geen slachtoffers. Alles van waarde werd later uit het wrak gestolen totdat een orkaan het schip in stukken brak, en niemand meer wist waar het schip zich bevond.
In 1984 werd El Buen Consejo ontdekt door een visser die het geheim deelde met een duiker uit Vermont. Gezamenlijk stichtten ze een onderwatermuseum. Het Junks Hole Marine Park was in 1993 gesticht om het wrak te beschermen, maar werd later weer verwijderd van de lijst, omdat de ecologische waarde beperkt is.:8 Een gebied van 0,65 km2 rondom het schip is opnieuw geclassificeerd als monument.
Blowing Point · East End · Island Harbour · Sandy Ground · The Valley · West End